# Enoplognatha thoracica
Enoplognatha thoracica es una especie de araña araneomorfa del género Enoplognatha, familia Theridiidae. Fue descrita científicamente por Hahn en 1833.
Habita en el Holártico.